# Gilberto de Chalon
Gilberto de Chalon (c. 890-956) fue duque de Borgoña entre 952 y 956. Se cree que era hijo del conde de  Dijon, Auxois y Beaune, Manassès II de Chalon y de Ermengarda, posible hija del conde Bosón de Provenza, aunque se la ha considerado también hija o hermana de Hugo de Borgoña.
Durante su gobierno se mantuvo alejado de las luchas de poder entre robertinos y carolingios, aunque aceptó la soberanía del duque de París Hugo el Grande en 955. Gobernó en nombre de su esposa Ermengarda de Borgoña, que era hija de Ricardo el Justiciero.
Tuvieron dos hijas: Liutgarda y Adelaida., y casó a Liutgarda, la mayor, con Otón Enrique de Borgoña, que era hijo de Hugo el Grande.